# Bombyliinae
Sous-famille
Les insectes Bombyliinae est une sous-famille de mouches de la famille des Bombyliidae.

## Présentation

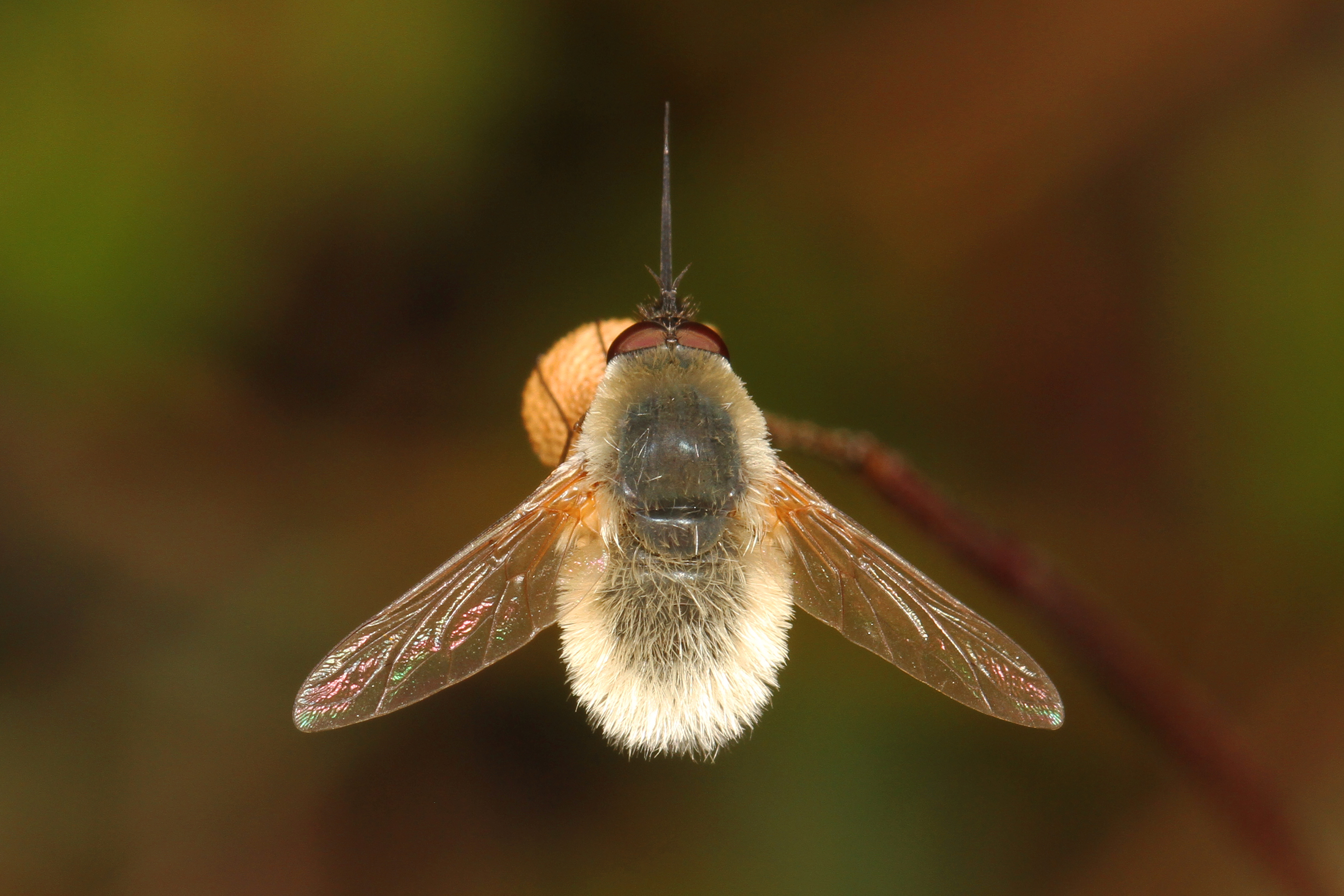
Systoechus candidulus

Il existe environ 65 genres et plus de 1000 espèces décrites dans Bombyliinae. ,,.

## Genres
- Acrophthalmyda Bigot, 1858 c g
- Adelidea Macquart, 1840 c g
- Aldrichia Coquillett, 1894 i c g b
- Anastoechus Osten Sacken, 1877 i c g b
- Apiformyia Yeates, 2008 c g
- Australoechus Greathead, 1995 c g
- Beckerellus Greathead, 1995 c g
- Bombomyia Greathead, 1995 c g
- Bombylella Greathead, 1995 c g
- Bombylisoma Rondani, 1856 c g
- Bombylius Linnaeus, 1758 i g b
- Bromoglycis Hull, 1971 c g
- Brychosoma Hull, 1973 c g
- Cacoplox Hull, 1970 c g
- Choristus Walker, 1852 c g
- Conophorina Becker, 1920 c g
- Conophorus Meigen, 1803 i g b
- Cryomyia Hull, 1973 c g
- Dischistus Loew, 1855 c g
- Doliogethes Hesse, 1938 c g
- Efflatounia Bezzi, 1925 c g
- Eremyia Greathead, 1996 c g
- Eristalopsis Evenhuis, 1985 c g
- Euchariomyia Bigot, 1888 c g
- Euprepina Hull, 1971 c g
- Eurycarenus Loew, 1860 c g
- Eusurbus Roberts, 1929 c g
- Geminaria Coquillett, 1894 i c g b
- Gonarthrus Bezzi, 1921 c g
- Hallidia Hull, 1970 c g
- Heterostylum Macquart, 1848 i c g b
- Isocnemus Bezzi, 1924 c g
- Karakumia Paramonov, 1927 c g
- Laurella Hull, 1971 g
- Legnotomyia Bezzi, 1902 c g
- Lepidochlanus Hesse, 1938 c g
- Lordotus Loew, 1863 i c g b
- Mandella Evenhuis, 1983 c g
- Meomyia Evenhuis, 1983 c g
- Muscatheres Evenhuis, 1986
- Nectaropota Philippi, 1865 c g
- Neobombylodes Evenhuis, 1978 c g
- Neodischistus Painter, 1933 c g
- Nothoschistus Bowden, 1985 c g
- Notolegnotus Greathead & Evenhuis, 2001 c g
- Othniomyia Hesse, 1938 c g
- Parachistus Greathead, 1980 c g
- Parasystoechus Hall, 1976 c g
- Parisus Walker, 1852 c g
- Pilosia Hull, 1973 c g
- Platamomyia Brèthes, 1925 c g
- Prorachthes Loew, 1869 c g
- Semistoechus Hall, 1976
- Sericusia Edwards, 1937 c g
- Sisyromyia White, 1916 c g
- Sisyrophanus Karsch, 1886 c g
- Sosiomyia Bezzi, 1921 c g
- Sparnopolius Loew, 1855 i c g b
- Staurostichus Hull, 1973 c g
- Systoechus Loew, 1855 i c g b
- Tovlinius Zaitzev, 1979 c g
- Triplasius Loew, 1855 c g
- Triploechus Edwards, 1937 i c g b
- Xerachistus Greathead, 1995 c g
- Zinnomyia Hesse, 1955 c g

### Articles
- (en) David K. Yeates et David Greathead, « The evolutionary pattern of host use in the Bombyliidae (Diptera): a diverse family of parasitoid flies », Biological Journal of the Linnean Society, vol. 60,‎ 1997, p. 149–185 (ISSN 0024-4066, DOI 10.1111/j.1095-8312.1997.tb01490.x )

### Ouvrages
- (en) H. Curran Charles, The families and genera of North American Diptera, 1934 (DOI 10.5962/bhl.title.6825 )
- (en) J.F. McAlpine, B.V. Petersen, G.E. Shewell, H.J. Teskey, J.R. Vockeroth et D.M. Wood, Manual of Nearctic Diptera, Agriculture Canada, Research Branch, 1987 (ISBN 978-0660121253)